# Zosperamerus colombiae
Zosperamerus colombiae är en insektsart som beskrevs av Marius Descamps 1976. Zosperamerus colombiae ingår i släktet Zosperamerus och familjen gräshoppor. Inga underarter finns listade i Catalogue of Life.